# Kara Mustafa
Kara Mustafa Paša (1634/1635, Merzifon – 25. prosinec 1683) byl osmanským generálem a velkovezírem. Byl ústřední postavou závěrečné fáze osmanského vojenského snažení ve střední Evropě. Jako mladík byl adoptován mocnou rodinou dědičných velkovezírů Köprülüovců. Svojí službou pro stát a oddaností k rodině Köprülüovců se vyznamenal a získal si náklonnost mocných mecenášů. Roku 1663 se stal vezírem a roku 1665 hlavním velitelem osmanské flotily.

## Kariéra
Narodil se albánským rodičům v Merzifonu a výchovy se mu dostalo v rodině Mehmeda Köprülüye. Také se do této mocné rodiny přiženil. V roce 1659 se stal místním vládcem v Silistře a následně zastával několik důležitých postů. Po deset let působil jako náměstek svému švagrovi, velkému vezírovi Köprülü Fazılovi Ahmedovi Pašovi, když byl u sultánského dvora nepřítomen.

### Vojenská kariéra
Ve válce s Polskem roku 1672 sloužil jako velitel pozemních vojsk. Byla to právě jeho zásluha, že během mírových jednání s Polskem, které po válce následovaly, si vynutil připojení oblasti Podolí k Osmanské říši. Když roku 1676 zemřel jeho předchůdce ve funkci velkovezíra, jeho nástupcem se stal Kara Mustafa jako hodnostář, který se osvědčil ve správě říše.

### Bitva u Vídně

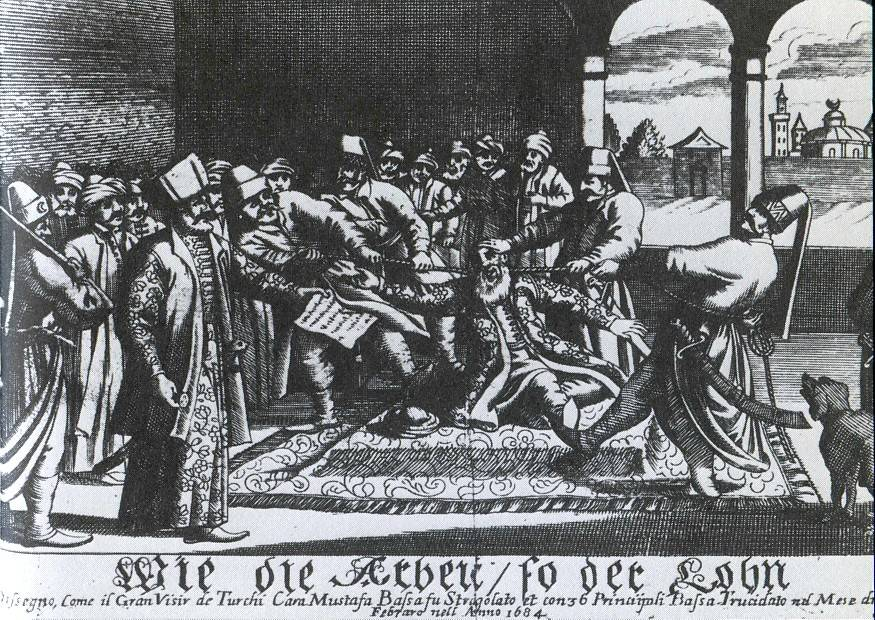
Kara Mustafa během popravy úškrcením hedvábnou šňůrou 25. prosince 1683.

V roce 1683 byl sultánem Mehmedem IV. pověřený vést asi dvousettisícové vojsko s úmyslem dobýt Vídeň, zlomit moc Habsburků a ovládnout střední Evropu. S početnou armádou se Kara Mustafa dostal až k Vídni, oblehl město a připravoval se na jeho dobytí. Situace pro Vídeň vypadala beznadějně, dokud 12. září 1683 nepřišla Rakušanům na pomoc polská armáda v čele s Janem III. Sobieskim. V následující bitvě se obzvláště vyznamenala polská husarská jízda; osmanští Turci se dali na ústup a stáhli se do Uherska.
Po porážce u Vídně už Osmané nebyli schopni obnovit svou vojenskou moc a v roce 1686 se po sérii porážek museli stáhnout z Uherska – jejich vojenská moc ve střední Evropě definitivně zanikla. Porážky na balkánské frontě vyvolaly v Istanbulu politickou krizi a sultán Mehmed IV. byl svržen. Ještě předtím byl však Kara Mustafa, jako hlavní viník potupné porážky, zbaven všech funkcí a hodností a na příkaz sultána Mehmeta IV., slavnostně popraven.
Jeho ostatky jsou uloženy v Edirne.